# پوچا
پوچا (به مجاری:  Pócsa) یک منطقهٔ مسکونی در مجارستان است که در ناحیه بوی واقع شده‌است.